# Nicolás de Cardona

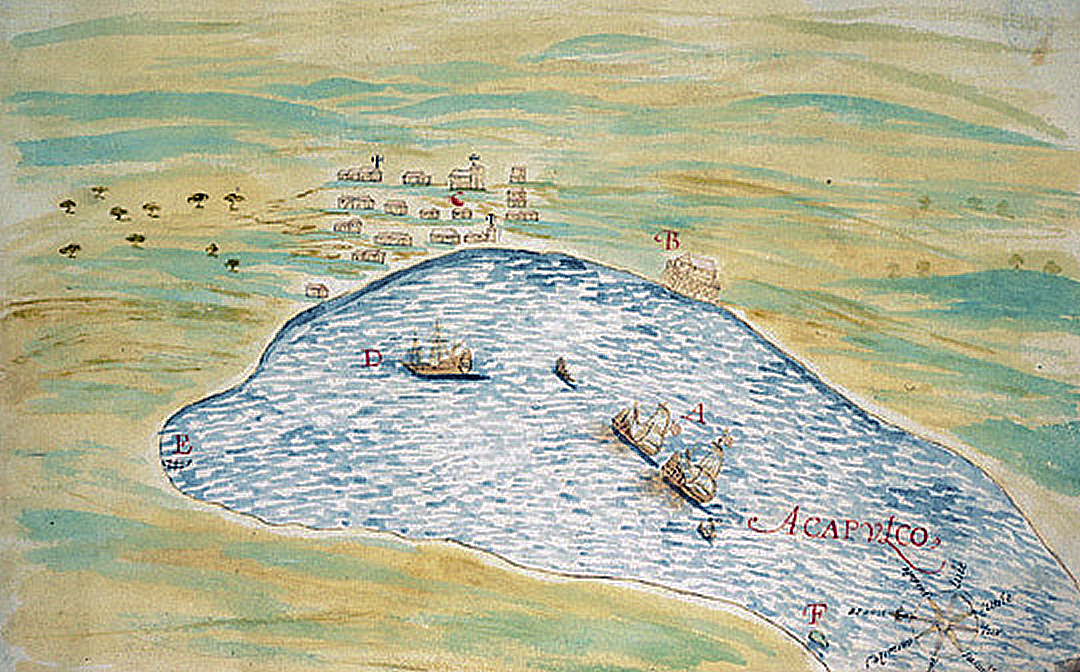
Nicolas de Cardona, nell'edizione del 1632 del suo "Esplorazione del mondo", pubblicò questo panorama della baia e della città di Acapulco. La legenda completa recita:
A. Le navi della spedizione.
B. Il castello di San Diego.
C. La città.
D. Una nave giunta dal Giappone (probabilmente la San Juan Bautista).
E. Los Manzanillos.
F. El Grifo.

Nicolás de Cardona (Siviglia, ... – ...; fl. XVI-XVII secolo) è stato uno scrittore ed esploratore spagnolo coinvolto nell'esplorazione della costa occidentale del continente nordamericano.

## Biografia
Nel 1610 Nicolas salpò dalla Spagna per le Americhe, come capitano della flotta del generale Juan Gutiérrez de Garibay. Nicolas comandò sei navi assieme al capitano Francisco Basilio.
Il 13 agosto 1611 la concessione per lo sfruttamento della pesca di perle della costa californiana, precedentemente posseduta da Sebastián Vizcaíno, fu concessa a Tomás de Cardona (zio di Nicolás), Sancho de Merás e Francisco de la Paraya, tutti di Siviglia.
Nicolas fu incaricato dell'esplorazione. Andò ad Acapulco alla fine del 1614 costruendovi tre fregate: la San Antonio, la San Francisco e la San Diego.
Negli anni seguenti Nicolas tentò invano di stabilire un commercio di perle, combattendo le incursioni dell'olandese Joris van Spilbergen.
In rovina, Nicolas tornò in Spagna per ottenere altri fondi, per poi ritentare col commercio di perle, ricevendo Ordini Reali nel maggio del 1618.
Tornò infine in Spagna nel 1623, dove nel 1632 pubblicò il suo Descrizioni idrografiche e geografiche di molte terre settentrionali e meridionali e dei mari delle Indie, soprattutto della scoperta del Regno della California.